# Arrigo Boito

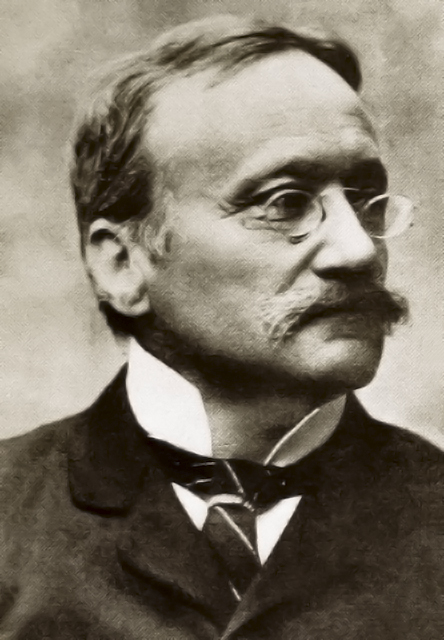
Arrigo Boito.

Arrigo Boito, född 24 februari 1842 i Padua, död 10 juni 1918 i Milano, var en italiensk librettist och tonsättare. Han var son till den polska grevinnan Giuseppina/Josefina Radolinska och den italienske miniatyrmålaren Silvestro Boito samt bror till Camillo Boito. 
Boito är mest känd för sina libretti till Verdis Falstaff och Othello, samt till Ponchiellis La Gioconda. Hans viktigaste operaverk som tonsättare är Mefistofeles (musik och libretto), som bygger på Goethes Faust och använder sig av Wagnerinspirerat tonspråk. Mefistofeles, som uruppfördes 1868, spelas ibland och finns tillgängligt på CD och DVD. Operan Nerone uppfördes av Toscanini på La Scala 1924 samt i Stockholm 1926 medan Oda all'arte aldrig har spelats. Boito skrev också lyrik, publicerad i samlingarna Libro dei versi och Re Orso.